# 10070 Liuzongli
10070 Liuzongli (1989 CB8) là một tiểu hành tinh vành đai chính được phát hiện ngày 7 tháng 2 năm 1989 bởi Henri Debehogne ở Đài thiên văn Nam Âu. Nó được đặt theo tên Liu Zongli, professor of astronomy ở National Astronomical Observatory of China.